# Paradidyma townsendi
Paradidyma townsendi är en tvåvingeart som först beskrevs av Samuel Wendell Williston  1896.  Paradidyma townsendi ingår i släktet Paradidyma och familjen parasitflugor. Inga underarter finns listade i Catalogue of Life.